# Zwischen Liebe und Hass
Zwischen Liebe und Hass – ein Zigeunerleben ist die 1985 bei Herder erschienene Autobiografie von Philomena Franz, die als erste literarische Aufarbeitung des Porajmos durch eine Sintizza gilt.

## Inhalt und Struktur
Das Buch ist in drei Teile gegliedert. Der erste trägt den Titel Meine Kindheit und berichtet in mehrere Seiten überspannenden Kapiteln vom Aufwachsen der Autorin in einer wohlhabenden Musikerfamilie, die sich an den Traditionen und Werten der Sinti orientiert, und dem Beginn von rassistischen Diskriminierungen in der Zeit des Nationalsozialismus.
Der zweite Teil des Buches trägt den Titel Mein Holocaust. Die Protagonistin, die bereits Zwangsarbeit leistet, wird zum Transport in ein Konzentrationslager abgeholt. Dieser Abschnitt des Buches enthält teils kürzere Kapitel, die weniger als eine Seite füllen, aber auch mehrere Seiten lange Kapitel. Das Tempus wechselt für diesen Buchteil in das historische Präsens. Er berichtet vom Transport der Protagonistin nach Auschwitz-Birkenau, ihrer Verlegung nach Ravensbrück und einem scheiternden Fluchtversuch, der darauffolgenden Verlegung nach Oranienburg, wo sie Isolationshaft durchleiden muss, und der Rückverlegung nach Auschwitz. Dieser Teil des Buches endet mit der zweiten, gelingenden Flucht aus Auschwitz. Der letzte Satz dieses Buchteils weist aber bereits auf ein anderes Thema, er lautet: „Erst sehr viel später erfahre ich, dass fast meine ganze Familie ins Gas geschickt wurde.“
Der dritte Teil des Buches ist mit Weiterleben nach dem Nullpunkt überschrieben. Anders als die ersten beiden Teile ist er nicht in der ersten Person abgefasst, die Protagonistin wird in diesem Teil des Buches „Frau Franz“ genannt. Die einzelnen Kapitel sind deutlich kürzer als in den ersten beiden Teilen des Buches, sie füllen keine Buchseite. Inhalt dieses letzten Teiles ist die Nachkriegssituation der Protagonistin, die einerseits von Musik und Freude, aber auch von Überlebensschuld und nicht zuletzt von Armut und dem Kampf um die Anerkennung als Verfolgte des NS-Regimes geprägt ist. Insgesamt ist dieser dritte Teil der kürzeste Teil des Buches.

## Entstehungsgeschichte
Philomena Franz litt unter schweren Depressionen, die sie auch klinisch behandeln ließ. Während eines Psychiatrieaufenthaltes in den 1970er Jahren begann sie im Rahmen einer Therapie damit, ihre Erlebnisse während des Porajmos aufzuschreiben. Heinrich Böll, der ein Freund der Autorin war, half ihr Anfang der 1980er diese Texte zu einem Buch auszuarbeiten.

## Ausgaben
Zwischen Liebe und Hass – ein Zigeunerleben erschien erstmals 1985 im Verlag Herder, der 1986 und 1987 zwei weitere Auflagen druckte. Eine Taschenbuchausgabe erschien 1992 ebenfalls bei Herder in der Reihe Spektrum. 2019 erschien eine Übersetzung ins Französische mit dem Titel L’amour a vaincu la mort („Die Liebe hat den Tod besiegt“) bei Éditions Pétra in Paris. Auch eine Übersetzung ins Tschechische mit dem Titel Žít bez hořkosti: Příběh německé Sintky, která přežila holokaust („Leben ohne Bitterkeit: Die Geschichte einer deutschen Sinti, die den Holocaust überlebte“) wurde beim Kher Verlag veröffentlicht, der auf Romani-Literatur spezialisiert ist. Ebenfalls 2021 erschien eine spanische Übersetzung. Seit 2001 ist der Titel in der Originalsprache auch über Books on Demand erhältlich.

### Deutschsprachig
- Zwischen Liebe und Haß – ein Zigeunerleben. Mit einem Nachwort von Reinhold Lehmann. Herder, Freiburg im Breisgau 1985, ISBN 3-451-20398-7 (93 S.).
- Zwischen Liebe und Haß – ein Zigeunerleben. Mit einem Nachwort von Reinhold Lehmann und einem Beitrag von Wolfgang Benz. Herder, Freiburg im Breisgau 1992, ISBN 3-451-04088-3 (126 S.).
- Zwischen Liebe und Hass – ein Zigeunerleben. Mit einem Nachwort von Reinhold Lehmann und einem Beitrag von Wolfgang Benz. Books on Demand, Norderstedt 2001, ISBN 3-8311-1619-9 (147 S.).

### Übersetzungen
- L’amour a vaincu la mort. Ins Französische übersetzt von  Aïka Mittler. Éditions Pétra, Paris 2019, ISBN 978-2-84743-234-3.
- Entre el amor y el odio – una vida gitana. Ins Spanische übersetzt von Virginia Maza und María Sierra. Xordica, Villanueva de Gállego 2021, ISBN 978-84-16461-42-4.
- Žít bez hořkosti – příběh německé Sintky, která přežila holokaust. Ins Tschechische übersetzt von Eva Zdařilová. Kher, Prag 2021, ISBN 978-80-87780-26-8.

## Rezeption
Die besondere Bedeutung des Buches liegt darin, dass es die erste Beschreibung des Porajmos aus der Sicht einer Überlebenden ist. Es gilt als ein Werk, das mutig die Grenzen literarischer Genres überschreitet. Philomena Franz las im Rahmen ihrer Tätigkeit als Zeitzeugin häufig aus dem Buch.